# Wolfgang Bohn
Wolfgang Bohn (* 1928) ist ein deutscher Soziologe und Hochschullehrer.

## Leben
Er war zunächst Direktor der Luisenschule in Karl-Marx-Stadt und wurde 1966 an der Pädagogischen Hochschule Potsdam zum Dr. paed. mit der Dissertation Untersuchungen über den Zusammenhang zwischen Arbeitseinstellung und Arbeitsergebnis bei Schülern promoviert. 1970 war er Dozent und Leiter der Marxistisch-Leninistischen Abendschule für Hochschullehrer an der Technischen Hochschule Karl-Marx-Stadt und später Dozent für marxistisch-leninistische Soziologie an der gleichen Hochschule, Sektion Wirtschaftswissenschaften. In dieser Zeit legte er mehrere Veröffentlichungen über Probleme der Soziologie, Leitungswissenschaft und Pädagogik vor. Eine seiner bekanntesten Schriften war Aspekte der soziologischen Untersuchung zwischenmenschlicher Beziehungen in Kollektiven der technischen Forschung und Entwicklung.
In den Regionialgeschichtlichen Beiträgen aus dem Bezirk Karl-Marx-Stadt publizierte er 1981 den Beitrag: Zur Herausbildung und Entwicklung der Arbeiterklasse in Westsachsen (Chemnitz – Erzgebirge – Vogtland) bis zur Zerschlagung des Faschismus.

## Werke (Auswahl)
- Untersuchungen über den Zusammenhang zwischen Arbeitseinstellung und Arbeitsergebnis bei Schülern: Durchgeführt im Verlauf der beruflichen Grundausbildung und der speziellen Berufsausbildung von Fachverkäufern des sozialistischen Einzelhandels. Potsdam 1966
- Mit H. Schröder: Technische Hochschule Karl-Marx-Stadt (in Deutsch und Russisch), Karl-Marx-Stadt 1973
- Zum Stand und zur Weiterentwicklung der Einsatzbedingungen audiovisueller Unterrichtsmittel an Pädagogischen Hochschulen: Bibliographie. Zentralstelle für Rationalisierungsmittel der Lehrerbildung, Erfurt 1976
- Kritik von methodologischen Grundzügen und Methoden ordnungstheoretischer bürgerlicher Angriffe gegen die politische Ökonomie des Sozialismus. Diss. Univ. Jena 1980
- Lebensweise - Sozialstruktur - Territorium : eine Studie zur Entwicklung der Lebensweise von Produktionsarbeitern und Angehörigen der wissenschaftlich-technischen Intelligenz im Bezirk Karl-Marx-Stadt am Ende der siebziger Jahre. Techn. Hochsch. Karl-Marx-Stadt, Karl-Marx-Stadt 1982
- [Zweites] Wissenschaftliches Kolloquium zum Thema: Gesellschaftswissenschaftliche Probleme der Automatischen Bedienarmen Produktion: am 3. u. 4. März 1983. Techn. Hochsch. Karl-Marx-Stadt; Bezirksvorstand KDT, Karl-Marx-Stadt. Red.-Kollegium: Wolfgang Bohn ... [Hrsg.: Der Rektor d. Techn. Hochsch. Karl-Marx-Stadt], 1983
- Zu einigen Aspekten der Leitungstätigkeit sowie zu Fragen der didaktischen und methodischen Gestaltung der Lehrveranstaltungen im Fach „Technik der Arbeit mit audiovisuellen Unterrichtsmitteln“ an Pädagogischen Hochschulen und Universitäten der DDR. Erarb. von e. Autorenkollektiv unter Leitung von Wolfgang Bohn. Pädag. Hochsch. Dr. Theodor Neubauer, Erfurt/Mühlhausen, Zentralstelle für Rationalisierung der Lehrerbildung, Erfurt/Mühlhausen 1985

## Ehrungen
- Artur-Becker-Medaille, 1983[1]